# Haus Vittinghoff
Haus Vittinghoff ist eine abgegangene Motte an der Vittinghoffstraße im Essener Stadtteil  Stadtwald. Sie ist der Stammsitz des Adelsgeschlechts Vietinghoff, das in seiner westfälischen Linie den Titel Freiherr von Vittinghoff genannt Schell zu Schellenberg führte, sich in der baltischen Linie jedoch Freiherr von Vietinghoff-Scheel nennt.

## Gebäude
Zweigeteilt stellt sich die vermutliche Vorburg der Motte im östlichen Teil mit etwa 50 mal 32 Metern Fläche und die mutmaßliche Kernmotte im westlichen Teil von 28 mal 26 Metern dar. In einer Quellmulde gelegen, war es sehr wahrscheinlich eine Wasserburg.

## Geschichte
1230 erwähnt sind die Brüder Heinricus, Theodericus und Winimarus de Vitighoven (Original der Urkunde im Staatsarchiv Münster) als Ministeriale des Bischofs von Münster. Dietrich von Altena-Isenberg ließ um 1240 die Neue Isenburg etwa 400 Meter weiter südlich errichten. Der Ministeriale Heinrich von Vittinghoff wurde im Jahr 1274 vom Kölner Erzbischof als Kastellan eingesetzt, doch blieb er in seiner Burg wohnen. Erst im Jahr 1452 erwarb Johann van den Vitinchaven genannt Schele zusammen mit seinem Schwager Dietrich von Leithen das Haus auf dem Berge, aus dem später Schloss Schellenberg hervorging, und veräußerte 1454 die Motte zusammen mit mehreren Höfen an das Kapitel Rellinghausen, das dem Stift Essen unterstand.
Die Anlage wurde am 2. Oktober 1997 als Nr. 23 in die Liste der Bodendenkmäler der Stadt Essen eingetragen.